# Les Années sombres
Albums de Mano Solo
La Marmaille nue
(1993) Frères Misère
(1996)
Les Années sombres est le 2e album de Mano Solo sorti en 1995.

## Genèse et réception
L'album reçoit le soutien du fonds d'aide à l'initiative rock (FAIR) et s'est vendu à plus de 150 000 exemplaires. 
Jeremy & Bernard Dagnies, sur musiczine.net, écrivent « De sa voix écorchée, désabusée, il épanche toute sa tristesse fiévreuse: ‘La musique qui pleure avec moi... un manque d'amour... pays sans femme et sans chien’. Des phrases qui reflètent parfaitement le climat cafardeux mais poignant au sein duquel baigne ce disque. Dix-sept chansons, dix-sept rengaines empreintes de chagrin, d'ennui et d'abandon plaquées sur fond de blues, jazz, guinguette, flamenco ou cabaret. Dix-sept témoignages du spleen vécu par ses contemporains pendant ces années sombres... »

## Critiques
L'album reçoit des critiques positives :
- 3,5 sur 5 sur albumrock.net [3]
- 7,6 sur 10 sur senscritique.com [4]
- 4 sur 6 sur Gutsofdarkness[5]

## Liste des titres
| No  | Titre              | Durée |
| --- | ------------------ | ----- |
| 1.  | C'est en vain      | 2:35  |
| 2.  | Tango              | 2:00  |
| 3.  | Soir de retour     | 3:17  |
| 4.  | Y'a maldonne       | 3:48  |
| 5.  | Paris boulevards   | 4:20  |
| 6.  | Dis-moi            | 3:00  |
| 7.  | Tu t'envoles       | 4:33  |
| 8.  | Barbes-Clichy      | 3:58  |
| 9.  | Quand tu me diras  | 3:10  |
| 10. | Une image          | 3:51  |
| 11. | À pas de géant     | 2:02  |
| 12. | Les Poissons       | 4:28  |
| 13. | Mes amis d'enfance | 2:33  |
| 14. | Le Limon           | 4:44  |
| 15. | Je reviens         | 4:04  |
| 16. | Tous les jours     | 2:47  |
| 17. | Pont d'Austerlitz  | 2:17  |